# Actinomyces israelii
Actinomyces israelii is een gram-positieve staafbacterie met vertakkingen, anaeroob en behorende tot  Actinomyces.
De bacterie veroorzaakt Actinomycosis cutaneum, als ze via een trauma in de huid terechtkomt. Het gevolg van deze aandoening is het ontstaan van abcessen, gevolgd door onder andere buikpijn, braken, diarree, nachtzweten en gewichtsverlies.
In de cervixcytologie komt deze vooral voor bij aanwezigheid van IUD's (Intra Uterine Devices - spiraaltje) en andere vreemdlichamen (vergeten tampons) en kan nog aangetroffen worden 12 maanden na de verwijdering van een IUD. Het is een grampositief, staafvormig organisme. In de cytologie zie je dichte bolvormige aggregaten, waaruit straalvormige, donkere draden steken.